# Seward County (Nebraska)
Seward County is een county in de Amerikaanse staat Nebraska.
De county heeft een landoppervlakte van 1.489 km² en telt 16.496 inwoners (volkstelling 2000). De hoofdplaats is Seward.

## Bevolkingsontwikkeling

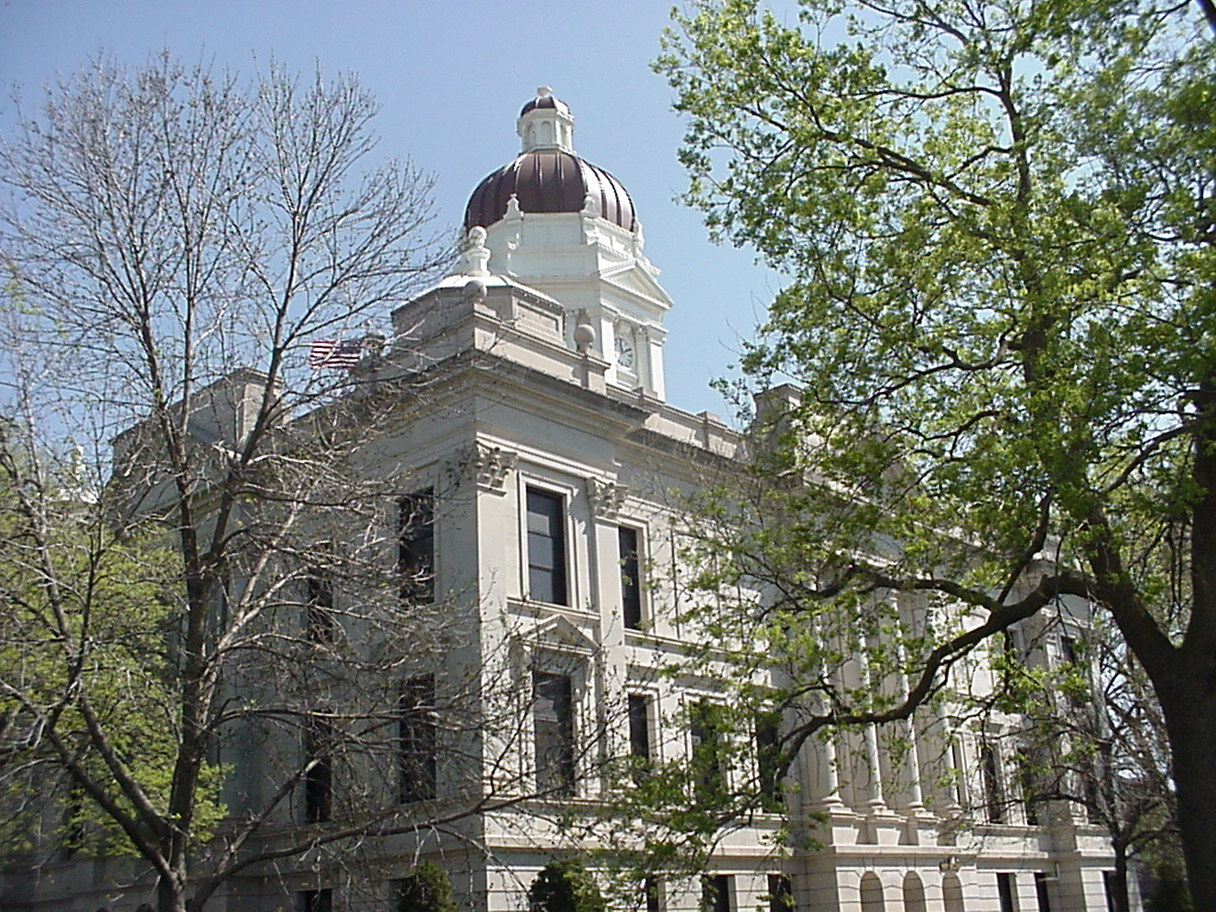
Seward County Courthouse